# Musée de la culture organique
Le Musée de la culture organique (MCO) (en russe : Музей органической культуры) est situé à Kolomna, en Russie, dans l'ancienne propriété du marchand Lvov, monument de l'architecture de bois du XIXe siècle. Le musée a été organisé à l'initiative de Alla Povélikhina, Nina Souyetina, Vassily Rakitine et Eléna Rakitina, et Irina Alikina.
Le musée abrite une collection unique d'œuvres d'avant-garde russe du début du XXe siècle,,.

## Les activités
Dans ses activités, le MCO présente l'histoire de la formation et le développement de la tendance organique dans l'art russe moderne,.

## Collection

### Musée des Arts du XX-XXI
L'exposition permanente du Musée des Arts des XX-XXI siècles comporte les œuvres d'Elena Gouraud et Mikhaïl Matiouchine, personnalités clés de la culture organique.
En 1923-1926, Mikhaïl Matiouchine a dirigé le Département de la culture organique au GINKhUK (l'Institut national de la culture artistique). L'objectif du département était de déterminer, confirmer ou préciser empiriquement avec les résultats des tests laboratoires la dynamique et les modes d'interaction des principaux moyens du langage plastique naturellement observés – la forme et la couleur - et plus tard d’étudier l'effet du son sur ces moyens. La particularité de l'étude de la couleur, la forme et le son consistait en ce qu'ils ont été étudiés et empiriquement observés non pas isolément, mais en tenant compte de l'environnement spatial intégrant les objets d'observation. Ceci a été réalisé au moyen de la « vision avancée » « ZOR-VED » (vision + cognition), qui a créé la compréhension des interconnexions, « fusion des essences, mais pas de simulacres ».
Les maîtres les plus remarquables appartenant à cette tendance étaient les frère et sœurs Boris, Maria, et Ksénia Ender.
Une partie de la collection du Musée est complétée par des œuvres de Vladimir Sterligov qui travaillait à Saint-Pétersbourg et a développé la théorie d'un élément supplémentaire dans l'art, ainsi que des œuvres de Tatiana Glébova, Pavel Kondratiev, Elizavéta Aleksandrova, A. Batourine et d'autres peintres.

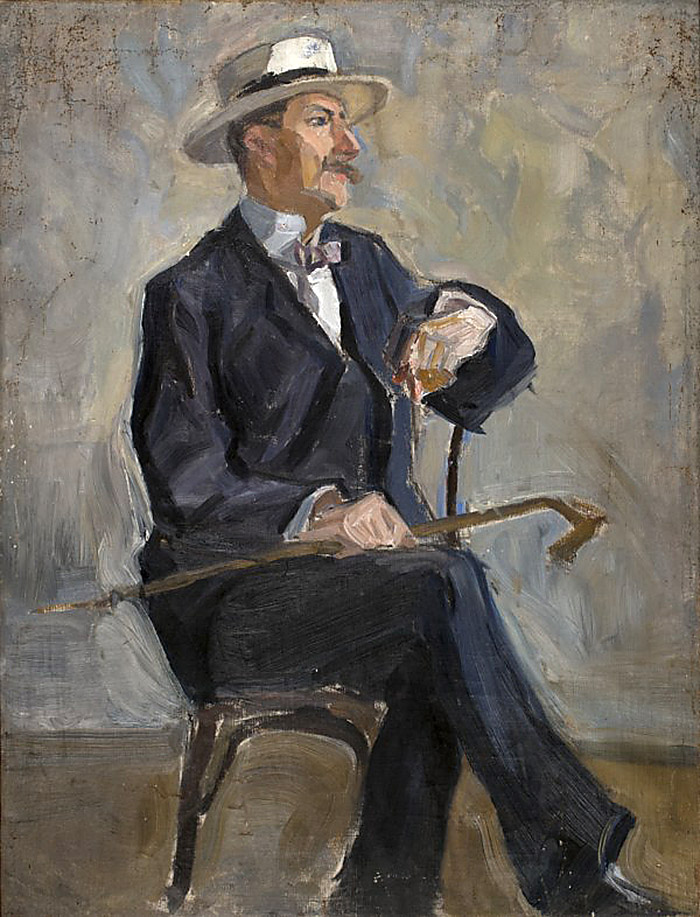
Eléna Gouraud. Portrait de Mikhaïl Matiouchine. Fin des années 1900
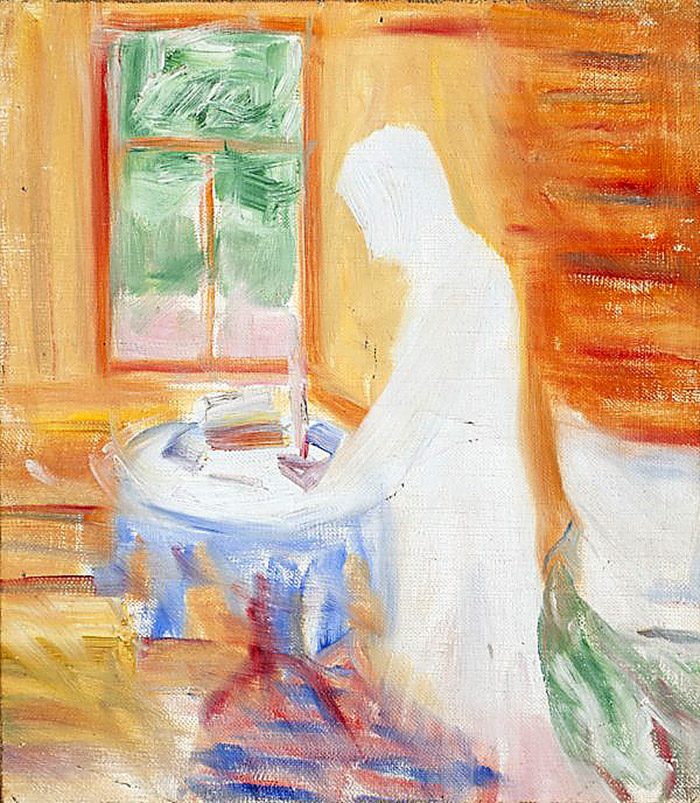
Mikhaïl Matiouchine. Le Fils. 1910
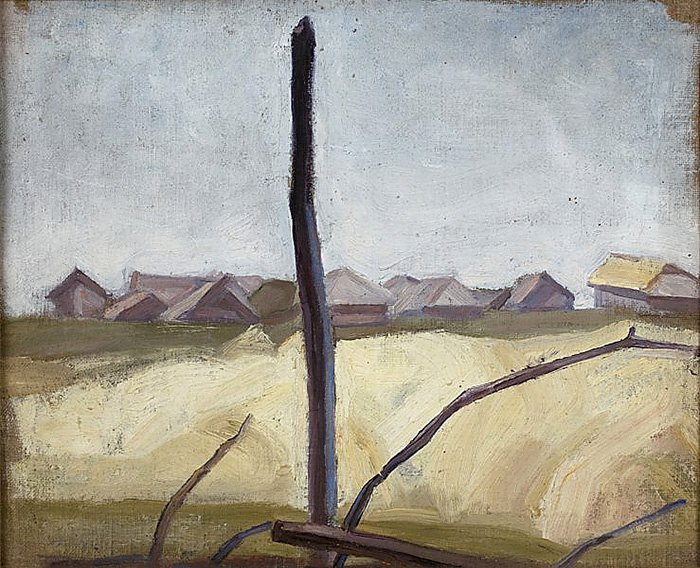
Mikhaïl Matiouchine. Paysage avec des chaumières. 1904
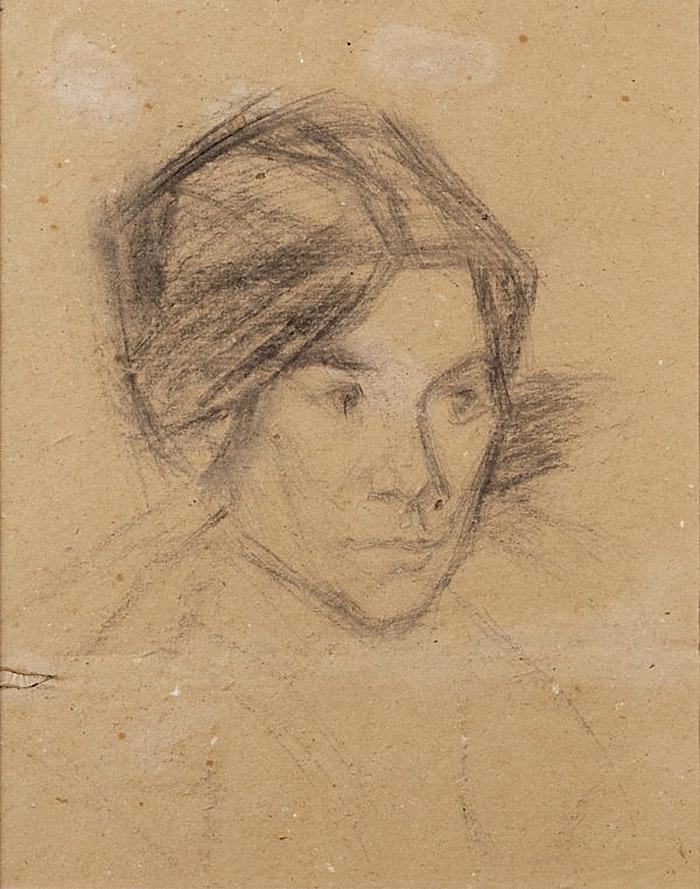
Mikhaïl Matiouchine. Portrait d’Eléna Gouraud. Fin des années 1900
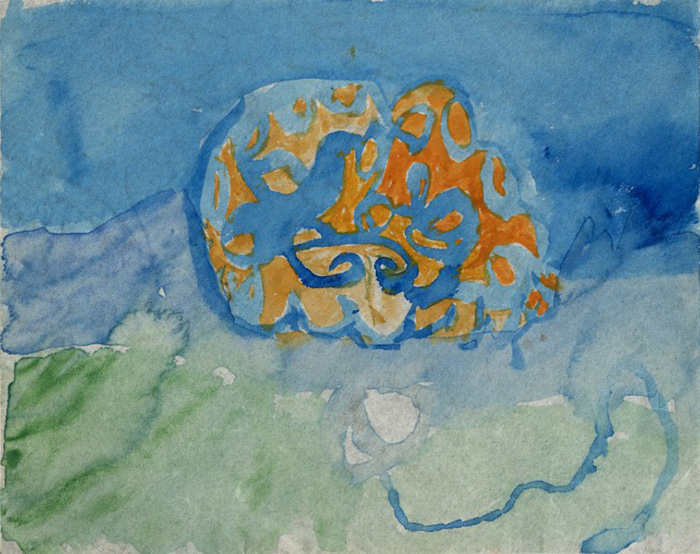
Eléna Gouraud. Une pierre dans l'eau. 1910

### Musée de la photographie russe
L'exposition permanente du Musée de la photographie russe « Pages historiques » présente les domaines suivants de l'art photographique : pictorialisme (photographie artistique), la photographie de paysages (prise de vue en extérieur), la photographie ethnographique de la seconde moitié du XIXe siècle, documentalism et la photographie de studio.

### Musée des traditions
Le Musée des traditions est encore dans le processus de formation; son exposition comprend des œuvres de l'archéologie et de l'artisanat, ainsi que des œuvres d'artistes qui ont eu une attitude naïve à la réalité environnante : Pavel Léonov, Katia Medvédéva (ru), Taïssia Chvetsova, Lioudmila Voronova, Lioubov Maïkova et autres.

## Publications du Musée des Arts des XX-XXIe siècles
- Mikhaïl Matiouchine. Parcours créatif de l'Artiste. - CIO. Édité par Alla Povelikhina. Kolomna. 2011.  (ISBN 978-5-4253-0274-8)
- Musée des Arts des XX-XXIe siècles. Catalogue de 2013. M.: Musée de la culture organique. 2013  (ISBN 978-5-4253-0749-1)
- La Culture et le chant liturgique iconosphère dans l'ancienne Russie Vladimir Martynov. M.: 2014. Musée de la culture organique.  (ISBN 978-5-4253-0667-8)
- Sterligov, De la géométrie de la Nature. Consacré à Vladimir Sterligov du 110e anniversaire. Catalogue de l'exposition. M.: Musée de la culture organique, 2014.  (ISBN 978-5-905942-60-0)
- La couleur de la musique de Tatiana Glebova. Dédié au 115e anniversaire de l'artiste. Catalogue de l'exposition de 2015. MCO.  (ISBN 978-5-519-48596-8)
- La liberté des formes simples. Sergueï Reznikov \ Vassili Romanenko. M.: Musée de la culture organique, 2013  (ISBN 978-5-4253-0647-0)
- Le Mouvement organique dans l'Art des XX-XXI siècles. L'étendue de la Terre. Catalogue de l'exposition de 2012. MCO
- De retour à la Nature. Conversation 0/1 2012-08-30. Musée de la culture organique. 2012
- De retour à la Nature. Conversation 0/2 2013-08-30/ l'Orient et l'Occident. La Grande Route de la soie. Musée de la culture organique. 2013

## Publications sur le musée dans les guides de voyage

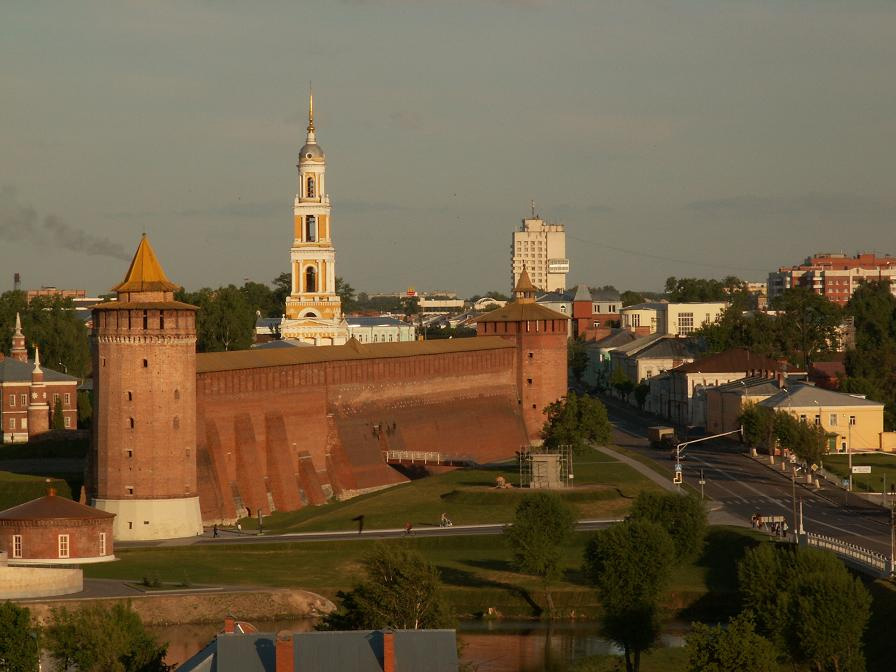
Le Kremlin de Kolomna

- Le Kremlin de Kolomna